# Африканский сионизм

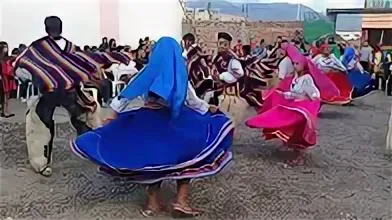
Прихожане Сиона танцуют под барабаны.

Африканский сионизм (также «амаЗиони» от зулусского «народ Сиона») — религиозное движение, насчитывающее 15—18 миллионов членов по всей Южной Африке, что делает его крупнейшим религиозным движением в регионе. Представляет собой сочетание христианства и африканских традиционных религий. Сионизм является преобладающей религией Эсватини, 40 % жителей которого считают себя «сионистами». Это также распространено среди зулусов в Южной Африке. Амазиони встречаются в ЮАР, Эсватини, Мозамбике, Малави, Зимбабве, Ботсване и Намибии. Крупной организацией в рамках этого движения является христианская церковь Сиона.

## История
Сионистские церкви Южной Африки были основаны Петрусом Луи Ле Ру, целителем верой из африканеров. Он был бывшим членом Голландской реформатской церкви, который присоединился к Христианской католической церкви Джона Александра Дауи, базирующейся в Зайоне, штат Иллинойс. В 1903 году Дауи отправил Дэниела Брайанта в Южную Африку работать вместе с Ле Ру. В 1908 году Даниэль Нконьяне стал лидером церкви. К 1920-м годам церковь в Африке полностью отделилась от своей американской версии. В середине 1980-х годов церковь в Сионе, штат Иллинойс (ныне называемая Церковью Общины Христа) начала восстанавливать связь с сионским движением на Юге Африки. Церковь работает через агентство под названием «Zion Evangelical Ministries of Africa» или «ZEMA». В ЮАР церкви были основаны в Ваккерструме и Чарльстауне на границе Трансвааля и Наталя.

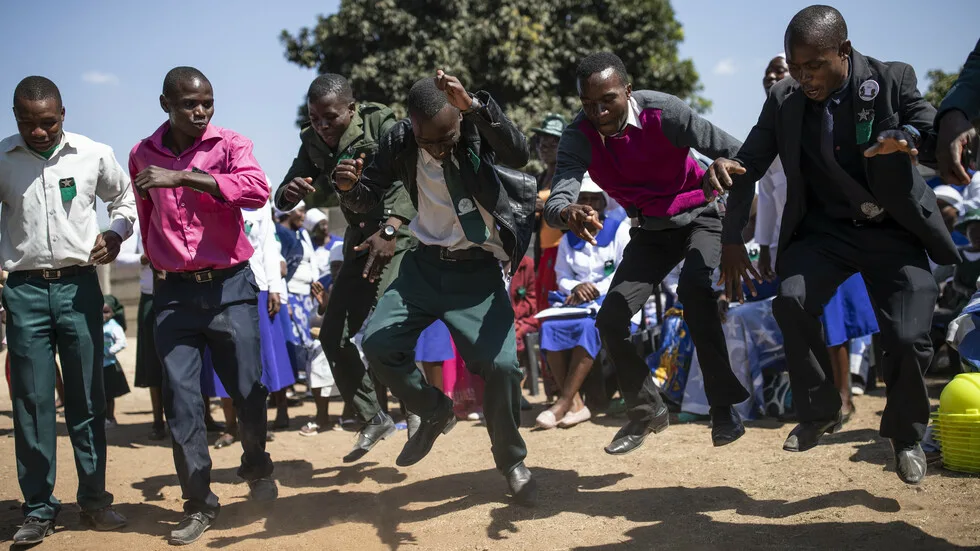

## Практики
Сионизм сочетает традиционные африканские верования с исцелением верой и водным крещением. Некоторые члены церкви носят белые одежды и носят посохи.